# Gustav Ziegelheim
Gustav Ziegelheim (7. února 1838 Vyškov – 13. listopadu 1904 Příbram) byl český montanista německé národnosti, důlní měřič, odborný publicista. Pedagog oboru důlní měřičství a mapování na Báňské akademii v Příbrami, poté profesor (1887) a rektor školy (1883–1885, 1889–1995, 1899–1901).
Je pohřbený na Městském hřbitově v Příbrami s manželkou Marií († 1887) a dcerou Marií († 1892).